# Елкгорн-Сіті (Кентуккі)
Елкгорн-Сіті (англ. Elkhorn City) — місто (англ. city) в США, в окрузі Пайк штату Кентуккі. Населення — 1035 осіб (2020).

## Географія
Елкгорн-Сіті розташований за координатами 37°18′12″ пн. ш. 82°21′5″ зх. д. / 37.30333° пн. ш. 82.35139° зх. д. (37.303275, -82.351467).  За даними Бюро перепису населення США в 2010 році місто мало площу 6,80 км², уся площа — суходіл. В 2017 році площа становила 19,99 км², уся площа — суходіл.

### Клімат
| Клімат : Елкгорн-Сіті         | Клімат : Елкгорн-Сіті | Клімат : Елкгорн-Сіті | Клімат : Елкгорн-Сіті | Клімат : Елкгорн-Сіті | Клімат : Елкгорн-Сіті | Клімат : Елкгорн-Сіті | Клімат : Елкгорн-Сіті | Клімат : Елкгорн-Сіті | Клімат : Елкгорн-Сіті | Клімат : Елкгорн-Сіті | Клімат : Елкгорн-Сіті | Клімат : Елкгорн-Сіті | Клімат : Елкгорн-Сіті |
| Показник                      | Січ.                  | Лют.                  | Бер.                  | Квіт.                 | Трав.                 | Черв.                 | Лип.                  | Серп.                 | Вер.                  | Жовт.                 | Лист.                 | Груд.                 | Рік                   |
| Абсолютний максимум, °C       | 25,6                  | 28,3                  | 31,7                  | 33,3                  | 36,7                  | 37,8                  | 38,3                  | 37,8                  | 38,9                  | 32,2                  | 29,4                  | 26,7                  | 38,9                  |
| Середній максимум, °C         | 5,6                   | 8,3                   | 13,3                  | 18,9                  | 22,8                  | 26,7                  | 28,3                  | 27,8                  | 25,0                  | 19,4                  | 13,9                  | 7,2                   | 18,1                  |
| Середній мінімум, °C          | −5                    | −3,3                  | 0,0                   | 4,4                   | 9,4                   | 15,0                  | 17,2                  | 16,7                  | 12,8                  | 6,1                   | 0,6                   | −3,3                  | 5,9                   |
| Абсолютний мінімум, °C        | −25,6                 | −24,4                 | −19,4                 | −6,1                  | −3,9                  | 4,4                   | 4,4                   | 7,2                   | 1,1                   | −7,2                  | −12,8                 | −23,9                 | −25,6                 |
| Норма опадів, мм              | 81                    | 81                    | 87                    | 103                   | 124                   | 114                   | 132                   | 98                    | 80                    | 72                    | 74                    | 83                    | 1129                  |
| ----------------------------- | --------------------- | --------------------- | --------------------- | --------------------- | --------------------- | --------------------- | --------------------- | --------------------- | --------------------- | --------------------- | --------------------- | --------------------- | --------------------- |
| Джерело: The Weather Channel. |                       |                       |                       |                       |                       |                       |                       |                       |                       |                       |                       |                       |                       |

## Демографія
Згідно з переписом 2010 року, у місті мешкали 982 особи в 398 домогосподарствах у складі 261 родини. Густота населення становила 144 особи/км².  Було 477 помешкань (70/км²).
Расовий склад населення:
| - 99,0 % — білих - 0,3 % — чорних або афроамериканців |

До двох чи більше рас належало 0,3 %. Частка іспаномовних становила 0,2 % від усіх жителів.
За віковим діапазоном населення розподілялося таким чином: 16,6 % — особи молодші 18 років, 58,3 % — особи у віці 18—64 років, 25,1 % — особи у віці 65 років та старші. Медіана віку мешканця становила 49,2 року. На 100 осіб жіночої статі у місті припадало 88,5 чоловіків;  на 100 жінок у віці від 18 років та старших — 83,6 чоловіків також старших 18 років.
Середній дохід на одне домашнє господарство  становив 40 807 доларів США (медіана — 24 758), а середній дохід на одну сім'ю — 57 602 долари (медіана — 48 917). За межею бідності перебувало 26,7 % осіб, у тому числі 28,9 % дітей у віці до 18 років та 15,1 % осіб у віці 65 років та старших.
Цивільне працевлаштоване населення становило 242 особи. Основні галузі зайнятості: освіта, охорона здоров'я та соціальна допомога — 37,2 %, роздрібна торгівля — 24,8 %, публічна адміністрація — 7,4 %, інформація — 5,0 %.